# غلامعلی خواجه‌نوری
غلامعلی خواجه نوری دیپلمات عصر پهلوی بود.

## زندگی‌نامه
او پسر امیراصلان خان نظام الدوله و از نوادگان میرزا آقاخان نوری بود. در سال ۱۲۷۵ در تهران متولد شد. کودک خردسالی بود که پدرش دلباخته افتخارالسلطنه دختر ناصرالدین شاه شد و برای ازدواج با او، همسر و فرزندانش را رها کرد. از این رو غلامعلی خان تحت حضانت ناظم‌الاطبا شوهر خاله اش قرار گرفت و تحصیلات مقدمانی را در ایران طی کرد. برای تحصیلات عالی به سوئیس و فرانسه رفت و پس از بازگشت به ایران در سال ۱۲۹۷ لقب نظام السلطان گرفت که پیشتر لقب پدرش بود. در همان سالها در وزارت خارجه استخدام شد و چندی در ادارات آن وزارتخانه و چندی در ماموریت‌های خارجی خدمت کرد تا سرانجام به ریاست تشریفات وزارتخانه رسید. در سال ۱۳۳۰ با سمت وزیر مختار کاردار به ایتالیا رفت. در ۲۵ مرداد ماه ۱۳۳۲ که محمدرضا شاه از ایران فرار کرد و به رم رفت، خواجه نوری که به عنوان سفیر می‌بایست مراسم استقبال رسمی را به جا آورد، به دستور حسین فاطمی به ورود شاه و ملکه اعتنایی نکرد. شاه درخواست کرد که اتوموبیل شخصی او را که در سفارت به امانت بود به او پس دهند. این تقاضای شاه هم اجابت نشد و رفتار خواجه نوری که سالها در دربار وقت گذرانده بود، موجب رنجش و عصبانیت شاه شد. روز ۲۸ مرداد که ورق برگشت، اشرف پهلوی به رم رفت و خواجه نوری را با خفت و خواری از کار برکنار نمود و به دستور دولت تمام نشان‌ها و امتیازات او را پس گرفتند و حق ورود به ایران را از او سلب کردند. او سال‌ها در اروپا زندگی می‌کرد و منتظر بخشش شاه بود. هربار عریضه‌هایی مبنی بر ندامت می‌نوشت و تقاضای عفو می‌کرد ولی مورد قبول شاه قرار نمی‌گرفت. بارها وزرای امور خارجه مانند علیقلی اردلان شفاعت کردند ولی پذیرفته نشد. بالاخره ملکه مادر را شفیع قرار دادند و سرانجام به او اجازه بازگشت داده شد. پس از بازگشت به ایران در باغ ییلاقی خود واقع در گلندوئک اقامت گزید و روزگار خود را به مطالعه و معاشرت با دوستان می‌گذرانید.
نظام السلطان از اعضای انجمن اخوت بود. روابط نزدیکی با ملکه مادر داشت و سال‌ها پیشکار و رئیس دفتر او بود. او سرانجام در ۱۳۴۰ شمسی درگذشت. وی در جوانی دختر دکتر علی اصغر نفیسی را به همسری گرفته بود و صاحب یک فرزند به نام درخشنده بود.